# طارق عامر (بازیکن فوتبال)
طارق عامر (انگلیسی: Tarek Amer؛ زادهٔ ۲۱ اوت ۱۹۸۹) یک بازیکن فوتبال اهل مصر است.

## باشگاهی
از باشگاه‌هایی که در آن بازی کرده‌است می‌توان به باشگاه فوتبال بلدیه‌اسپور آق‌حصار اشاره کرد.